# Lípy na Višalkách
Lípy na Višalkách jsou dvojice památných lip malolistých (Tilia cordata) na návrší nazývaném Višalky asi 0,8 km východně od vsi Červený Hrádek v obci Bečváry v okrese Kolín.  